# De Slimste Mens ter Wereld 2013
De Slimste Mens ter Wereld 2013 was het elfde seizoen van de Belgische televisiequiz De Slimste Mens ter Wereld, uitgezonden op de Vlaamse commerciële zender VIER. Het seizoen werd gewonnen door Gilles De Coster, die in de finale won van Jelle Cleymans. De derde finalist was Prem Radhakishun. De Coster volgde Tomas Van Den Spiegel op, de winnaar van het vorige seizoen. De quiz werd gepresenteerd door Erik Van Looy.

## Kandidaten

### Alle deelnemers
| Naam                 | Deelnames | Gewonnen |
| -------------------- | --------- | -------- |
| Ruth Beeckmans       | 5         | 3        |
| William Boeva        | 3         | 1        |
| Charlotte Caluwaerts | 1         | 0        |
| Jelle Cleymans       | 5         | 3        |
| Stijn Cole           | 1         | 0        |
| Eva Daeleman (O)     | 3         | 2        |
| Jan De Cock          | 2         | 1        |
| Gilles De Coster     | 7         | 3        |
| Marc Descheemaecker  | 3         | 1        |
| Gili                 | 1         | 0        |
| Evy Gruyaert         | 1         | 0        |
| Ingrid Lieten        | 2         | 0        |
| Wim Lybaert          | 1         | 1        |
| Jan Matthys          | 2         | 1        |
| Michael Pas          | 2         | 1        |
| Inge Paulussen       | 2         | 1        |
| Lesley-Ann Poppe     | 4         | 1        |
| Prem Radhakishun     | 9         | 2        |
| Gwendolyn Rutten     | 4         | 1        |
| Barbara Sarafian     | 2         | 1        |
| Willy Sommers        | 1         | 0        |
| Wesley Sonck         | 2         | 0        |
| Lisa Smolders        | 8         | 2        |
| Jeroom Snelders      | 3         | 2        |
| Pieter Timmers       | 2         | 0        |
| Wouter Torfs         | 1         | 0        |
| Wouter Van Besien    | 2         | 1        |
| Guy Van Sande        | 1         | 0        |
| Johannes Verschaeve  | 2         | 0        |
| Ben Weyts            | 2         | 0        |

(O) = de kandidaat is ongeslagen in de voorrondes.
| Kleurlegenda                     |
| -------------------------------- |
| Geplaatst voor de finaleweken.   |
| Speelt verder in de finaleweken. |

### Finaleweken
| Terugkeer   | Naam             | Deelnames | Gewonnen | Eindrank |
| ----------- | ---------------- | --------- | -------- | -------- |
| 8           | Prem Radakishun  | 1         | 0        | Brons    |
| 7           | Lisa Smolders    | 1         | 0        | 4e       |
| 6           | Gilles De Coster | 3         | 2        | Goud     |
| 5           | Jelle Cleymans   | 4         | 2        | Zilver   |
| 4           | Ruth Beeckmans   | 1         | 0        | 7e       |
| 3           | Gwendolyn Rutten | 3         | 0        | 6e       |
| 2           | Lesley-Ann Poppe | 1         | 0        | 9e       |
| 1           | Jeroom Snelders  | 6         | 3        | 5e       |
| Speelt door | Eva Daeleman     | 3         | 1        | 8e       |
| Speelt door | Wim Lybaert      | 1         | 0        | 10e      |

## Afleveringen
De quiz bestaat uit een aantal rondes waarin de kandidaten seconden kunnen scoren. De twee kandidaten met het minst aantal seconden nemen het in het finalespel of eindspel tegen elkaar op. Degene die het eerst op 0 seconden staat, verliest. In de finale-aflevering van het seizoen wordt het finalespel gespeeld tussen de twee kandidaten met de meeste seconden.
| Afl         | Datum             | Winnaar aflevering  | Winnaar eindspel    | Verliezer eindspel   |
| ----------- | ----------------- | ------------------- | ------------------- | -------------------- |
| 1           | 2 september 2013  | Inge Paulussen      | William Boeva       | Wouter Torfs         |
| 2           | 3 september 2013  | William Boeva       | Lisa Smolders       | Inge Paulussen       |
| 3           | 4 september 2013  | Lisa Smolders       | Ingrid Lieten       | William Boeva        |
| 4           | 5 september 2013  | Lisa Smolders       | Pieter Timmers      | Ingrid Lieten        |
| 5           | 9 september 2013  | Michael Pas         | Lisa Smolders       | Pieter Timmers       |
| 6           | 10 september 2013 | Jan Matthys         | Lisa Smolders       | Michael Pas          |
| 7           | 11 september 2013 | Barbara Sarafian    | Lisa Smolders       | Jan Matthys          |
| 8           | 12 september 2013 | Marc Descheemaecker | Lisa Smolders       | Barbara Sarafian     |
| 9           | 16 september 2013 | Jelle Cleymans      | Marc Descheemaecker | Lisa Smolders        |
| 10          | 17 september 2013 | Jelle Cleymans      | Gilles De Coster    | Marc Descheemaecker  |
| 11          | 18 september 2013 | Jelle Cleymans      | Gilles De Coster    | Evy Gruyaert         |
| 12          | 19 september 2013 | Gilles De Coster    | Jelle Cleymans      | Stijn Cole           |
| 13          | 23 september 2013 | Gilles De Coster    | Wesley Sonck        | Jelle Cleymans       |
| 14          | 24 september 2013 | Jan De Cock         | Gilles De Coster    | Wesley Sonck         |
| 15          | 25 september 2013 | Gilles De Coster    | Gwendolyn Rutten    | Jan De Cock          |
| 16          | 26 september 2013 | Gwendolyn Rutten    | Johannes Verschaeve | Gilles De Coster     |
| 17          | 30 september 2013 | Lesley-Ann Poppe    | Gwendolyn Rutten    | Johannes Verschaeve  |
| 18          | 1 oktober 2013    | Wouter Van Besien   | Lesley-Ann Poppe    | Gwendolyn Rutten     |
| 19          | 2 oktober 2013    | Prem Radhakishun    | Lesley-Ann Poppe    | Wouter Van Besien    |
| 20          | 3 oktober 2013    | Ruth Beeckmans      | Prem Radhakishun    | Lesley-Ann Poppe     |
| 21          | 7 oktober 2013    | Ruth Beeckmans      | Prem Radhakishun    | Guy Van Sande        |
| 22          | 8 oktober 2013    | Ruth Beeckmans      | Prem Radhakishun    | Gili                 |
| 23          | 9 oktober 2013    | Prem Radhakishun    | Ruth Beeckmans      | Charlotte Caluwaerts |
| 24          | 10 oktober 2013   | Jeroom Snelders     | Prem Radhakishun    | Ruth Beeckmans       |
| 25          | 14 oktober 2013   | Jeroom Snelders     | Prem Radhakishun    | Willy Sommers        |
| 26          | 15 oktober 2013   | Eva Daeleman        | Prem Radhakishun    | Jeroom Snelders      |
| 27          | 16 oktober 2013   | Eva Daeleman        | Ben Weyts           | Prem Radhakishun     |
| 28          | 17 oktober 2013   | Wim Lybaert         | Eva Daeleman        | Ben Weyts            |
| Finaleweken |                   |                     |                     |                      |
| 29          | 21 oktober 2013   | Eva Daeleman        | Jeroom Snelders     | Wim Lybaert          |
| 30          | 22 oktober 2013   | Jeroom Snelders     | Eva Daeleman        | Lesley-Ann Poppe     |
| 31          | 23 oktober 2013   | Jeroom Snelders     | Gwendolyn Rutten    | Eva Daeleman         |
| 32          | 24 oktober 2013   | Jeroom Snelders     | Gwendolyn Rutten    | Ruth Beeckmans       |
| 33          | 28 oktober 2013   | Jelle Cleymans      | Jeroom Snelders     | Gwendolyn Rutten     |
| 34          | 29 oktober 2013   | Gilles De Coster    | Jelle Cleymans      | Jeroom Snelders      |
| 35          | 30 oktober 2013   | Jelle Cleymans      | Gilles De Coster    | Lisa Smolders        |
| Finale      | Finale            | Slimste Mens        | Verliezer eindspel  | Verliezer aflevering |
| 36          | 31 oktober 2013   | Gilles De Coster    | Jelle Cleymans      | Prem Radhakishun     |

## Jury
| Vast jurylid                                                          | Aanvullend jurylid |
| --------------------------------------------------------------------- | --- |
| Afwisselend Philippe Geubels, Lieven Scheire en Bruno Vanden Broecke. | Afwisselend Guga Baúl, Johan Boskamp, Astrid Coppens, Bart Cannaerts, Clara Cleymans, Paulien Cornelisse, Jelle De Beule, Wouter Deprez, Stefaan Degand, Frank Focketyn, Jonas Geirnaert, Wim Helsen, Jan Hoet, Piet Huysentruyt, Jani Kazaltzis, Natalia, Henk Rijckaert, Sergio, Adriaan Van den Hoof of een tweede vast jurylid in de eerste of laatste aflevering. |

## Bijzonderheden
- Dit seizoen duurde de voorronde zeven in plaats van acht weken. Er deden in totaal 30 in plaats van 34 kandidaten mee.
- Jeroom Snelders slaagde er als eerste kandidaat in om zijn prestatie van de voorronde (drie afleveringen en twee overwinningen) te verdubbelen in de finaleweken (zes afleveringen en drie overwinningen).